# 그리스와 덴마크의 왕자 안드레아스
그리스와 덴마크의 왕자 안드레아스(그리스어: Πρίγκιπας Ανδρέας της Ελλάδας και της Δανίας 프링기파스 안드레아스 티스 엘라다스 케 티스 다니아스[*], 1882년 2월 2일 ~ 1944년 12월 3일)는 그리스의 왕족이다. 요르요스 1세와 러시아의 올가 콘스탄티노브나 사이에서 태어난 아들로서, 바텐베르크 공녀 앨리스의 남편이자 에든버러 공작 필립의 아버지이다. 제2차 세계 대전 기간중에 몬테카를로에서 사망하였다.

## 생애
요르요스 1세와 러시아의 올가 콘스탄티노브나의 넷째 아들로 아테네에서 태어났다. 유년기에는 가정교사로부터 영어를 배웠으나, 부모와 대화를 할 때에는 그리스어만 사용했다. 그 외 덴마크어와 러시아어, 독일어, 프랑스어에도 능통했다. 후에 아테네의 사관학교에 입학했고, 근시라는 핸디캡을 안고 있으면서도 육군에 입대했다. 많은 왕족에게서 볼 수 있는 명예직이 아니라 다른 일반군인과 마찬가지로 직무를 해내며, 발칸 전쟁에 참전했다.
1903년 10월 6일, 독일의 다름슈타트에서 바텐베르크 공자 루이스(후의 초대 밀포드 헤이븐 후작 루이 마운트배튼)의 딸 앨리스와 결혼하여 1남 4녀를 두었다.
제1차 세계 대전 때, 중립 정책을 추진한 형 콘스탄티노스 1세와 연합국이 지지하는 엘레프테리오스 베니젤로스 전 총리를 중심으로하는 임시 혁명 정부의 대립을 계기로 발발한 내전으로 국왕은 퇴위를 강요받았고, 안드레아스 왕자 자신도 다른 왕족들과 함께 스위스에서 몇 년간의 망명 생활을 하게 되었다.
귀국 후 육군 소장으로 현역에 복귀해 1919년에 발발한 그리스-터키 전쟁에서 지휘를 맡았지만, 결과는 그리스의 패배로 끝나고 안드레아스는 지휘관으로 세브르 조약에서 얻은 영토를 잃은 책임을 지게 된다. 또한 1922년에 일어난 군사 쿠데타로 혁명 정부에게서 사형을 선고받았지만, 사촌인 영국의 국왕 조지 5세가 보낸 "칼립소"호에 탑승하여 프랑스로 망명하여 여생의 대부분을 그곳에서 보내게 되었다.
망명 후, 형 요르요스 왕자의 아내인 마리 보나파르트가 소유한 파리 교외 생클루의 별장에 머물곤 했다. 가정을 돌아보지 않고 애인을 만들고 계속 집을 비워두곤 했기에, 아내 앨리스는 신경쇠약을 앓아 1930년에 베를린의 사나토리움(정신병원)에 입원한 이후로 부부관계가 소원해졌다.
네 명의 딸들은 독일의 귀족과 결혼했고, 아들 필리포스도 1928년에 영국으로 건너갔다. 이 후에는 프랑스 남부 코트다쥐르에 옮겨 애인과 함께 작은 아파트나 호텔 방, 요트 위를 전전하는 생활을 계속했다.
1939년 제2차 세계 대전이 발발하고는 사실상 비시 프랑스 정권의 감시하에 있었고, 한편 아들 필리포스가 정권과 적대하는 영국 해군 장교가 된 후에는 아들을 포함한 가족의 누구와도 만날 수 없었다.
1944년, 모나코의 몬테카를로에 있는 호텔 메트로폴에서 심장 마비와 동맥 경화증으로 숨졌다. 시신은 일단 니스에 있는 정교회 묘지에 안장되었으나, 1946년에 그리스 해군의 순양함에 의해 그리스로 돌아가 아테네 근교에 있는 궁전의 왕실 묘지에 다시 안장되었다.